# Sugárállatkák
A sugárállatkák (Radiolaria) az eukarióták egyik törzse, melybe 0,1–0,2 mm átmérőjű, heterotróf életmódú, egysejtű élőlények tartoznak. Korábban a Protozoa, azaz az állati egysejtűek közé sorolták őket. Mióta kiderült, hogy a Protozoa nem valós rendszertani kategória, azóta a valós, Rhizaria országba tartoznak. Ezek a tengervízi egysejtűek bonyolult felépítésű, kova anyagú külső vázat fejlesztenek ki, amelyben általában egy központi kapszula egy belső (endoplazma) és egy külső (ektoplazma) részre osztja az élőlényt. Megtalálhatók az óceánokban mint zooplankton.

## Haeckel illusztrációja

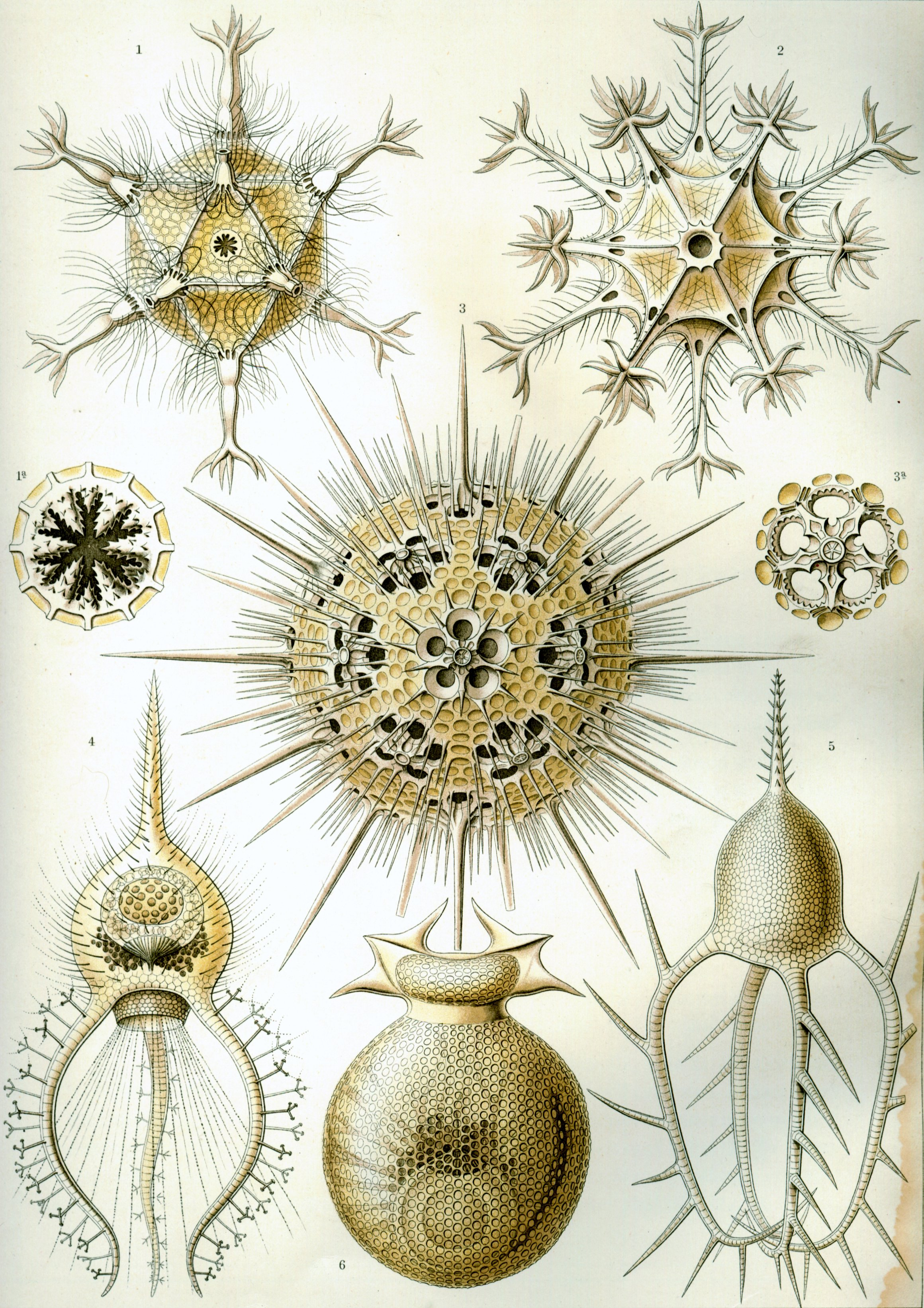
1. Phaeodaria
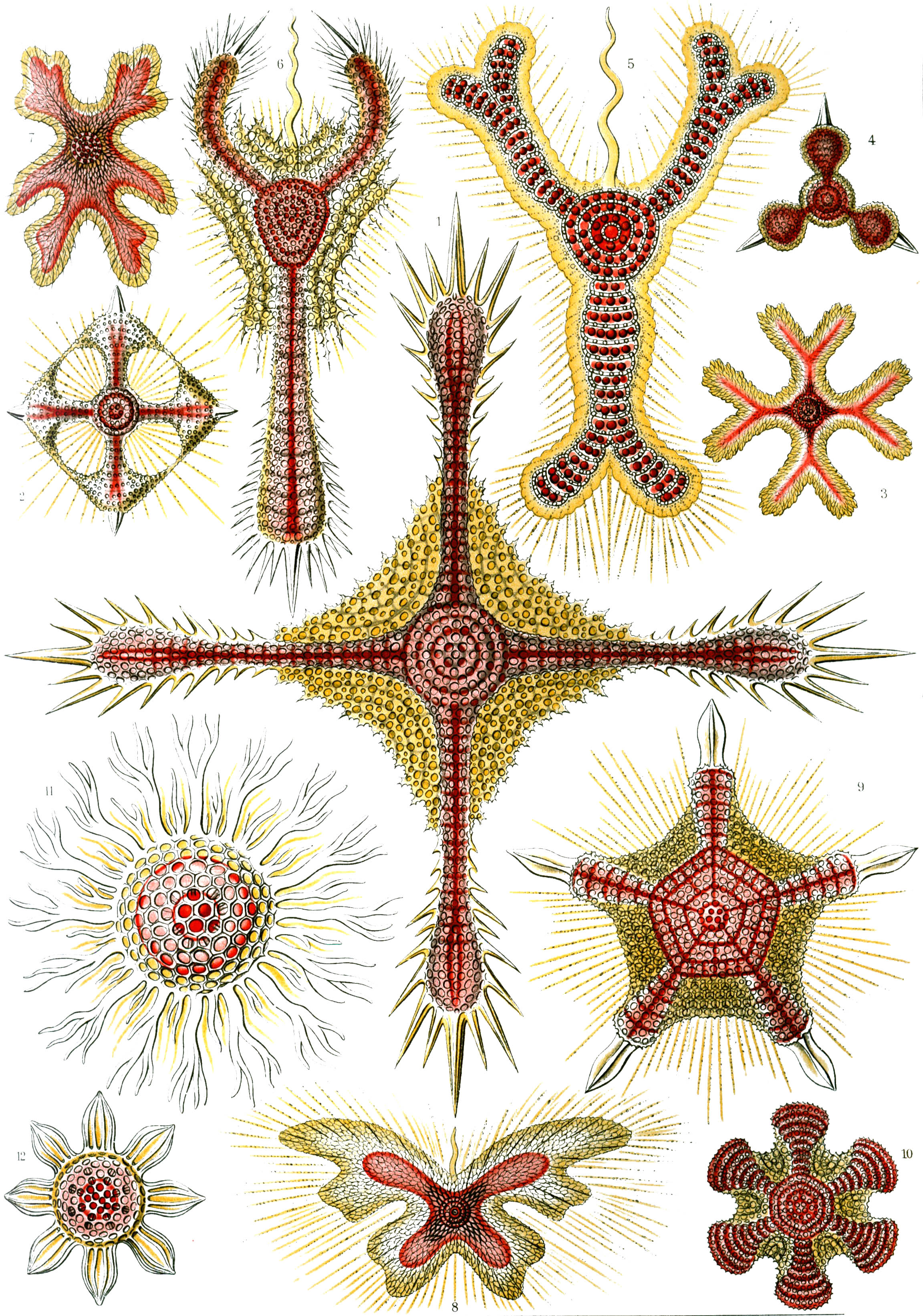
11. Discoidea
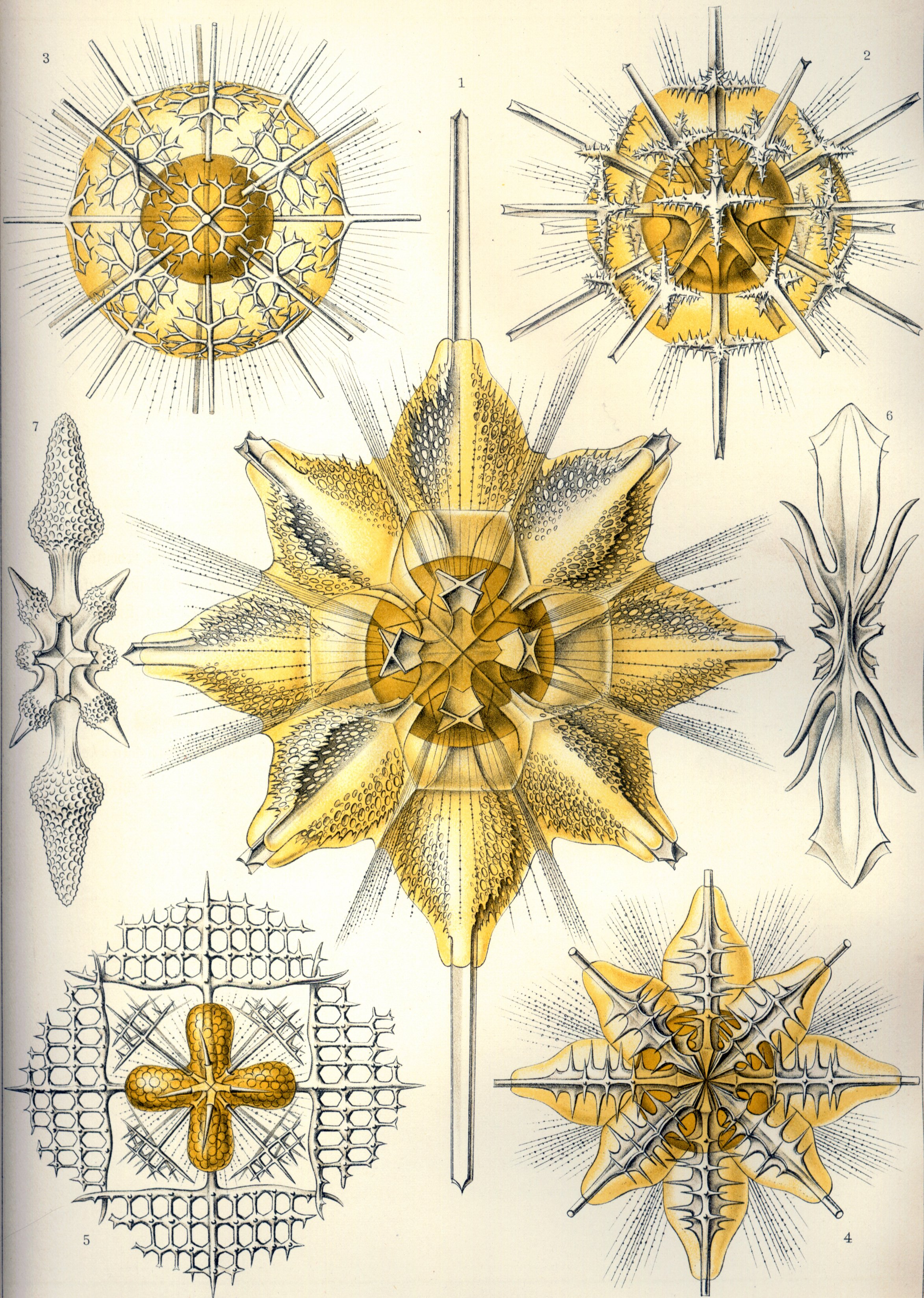
21. Acanthometra
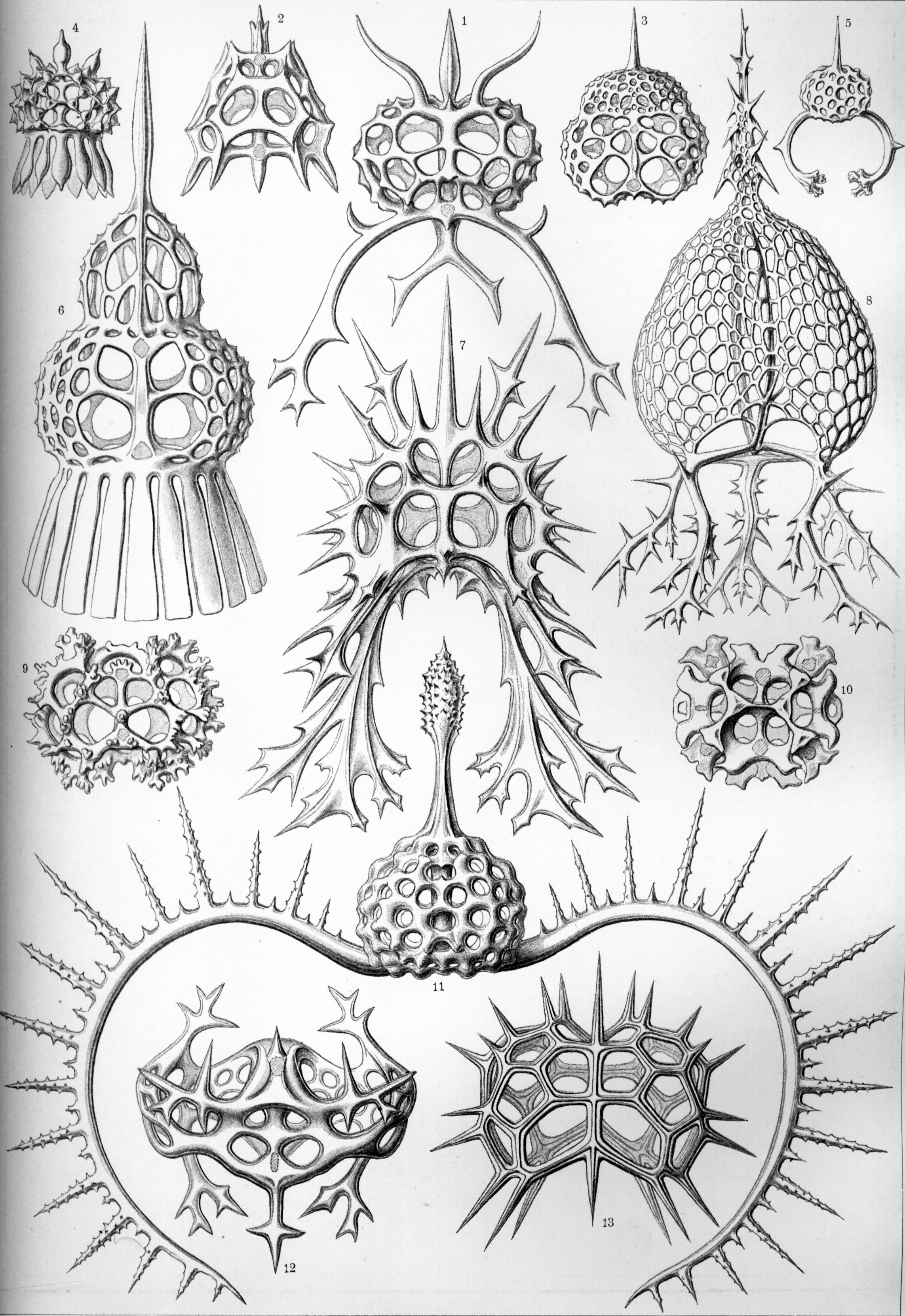
22. Spyroidea
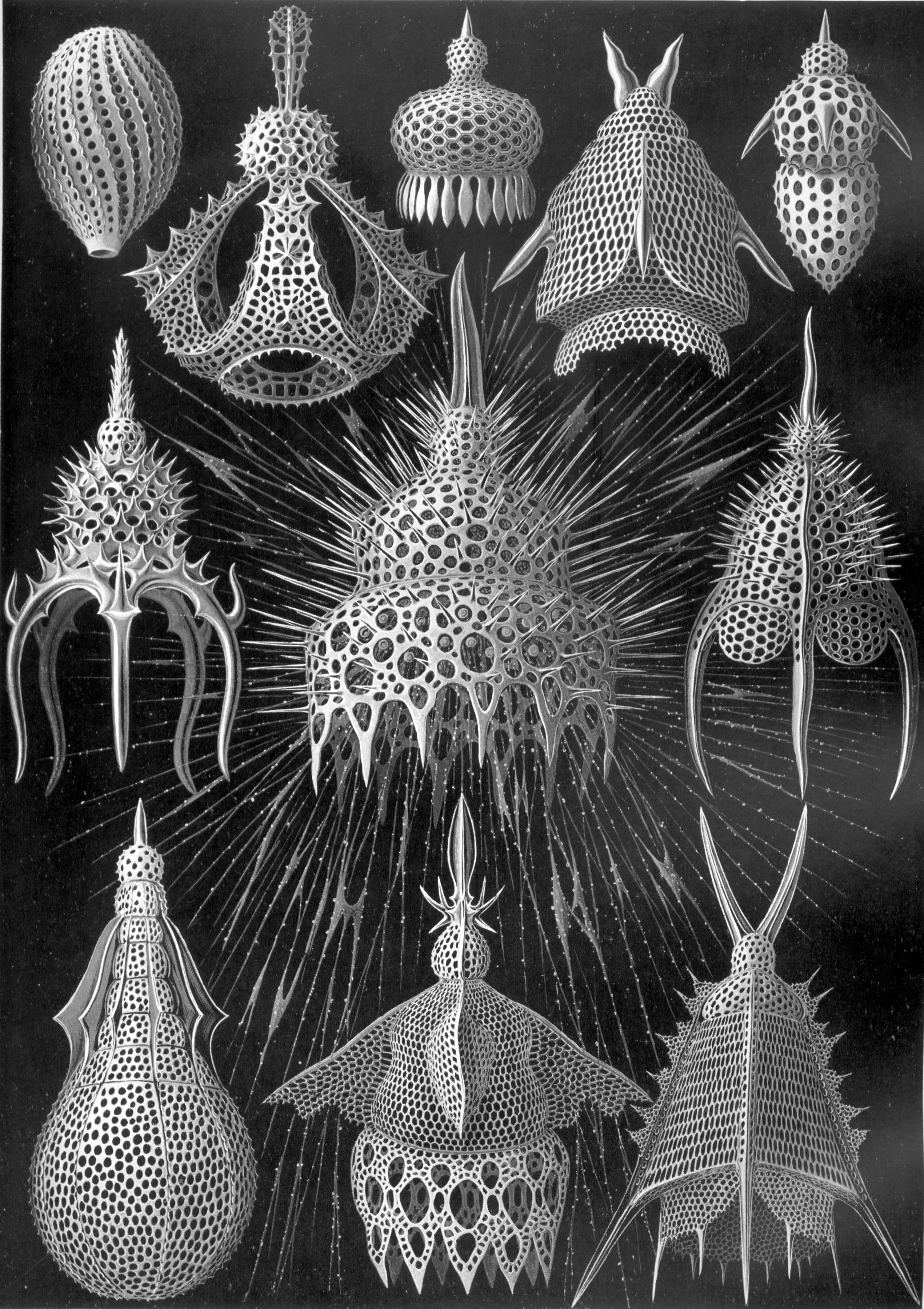
31. Cyrtoidea
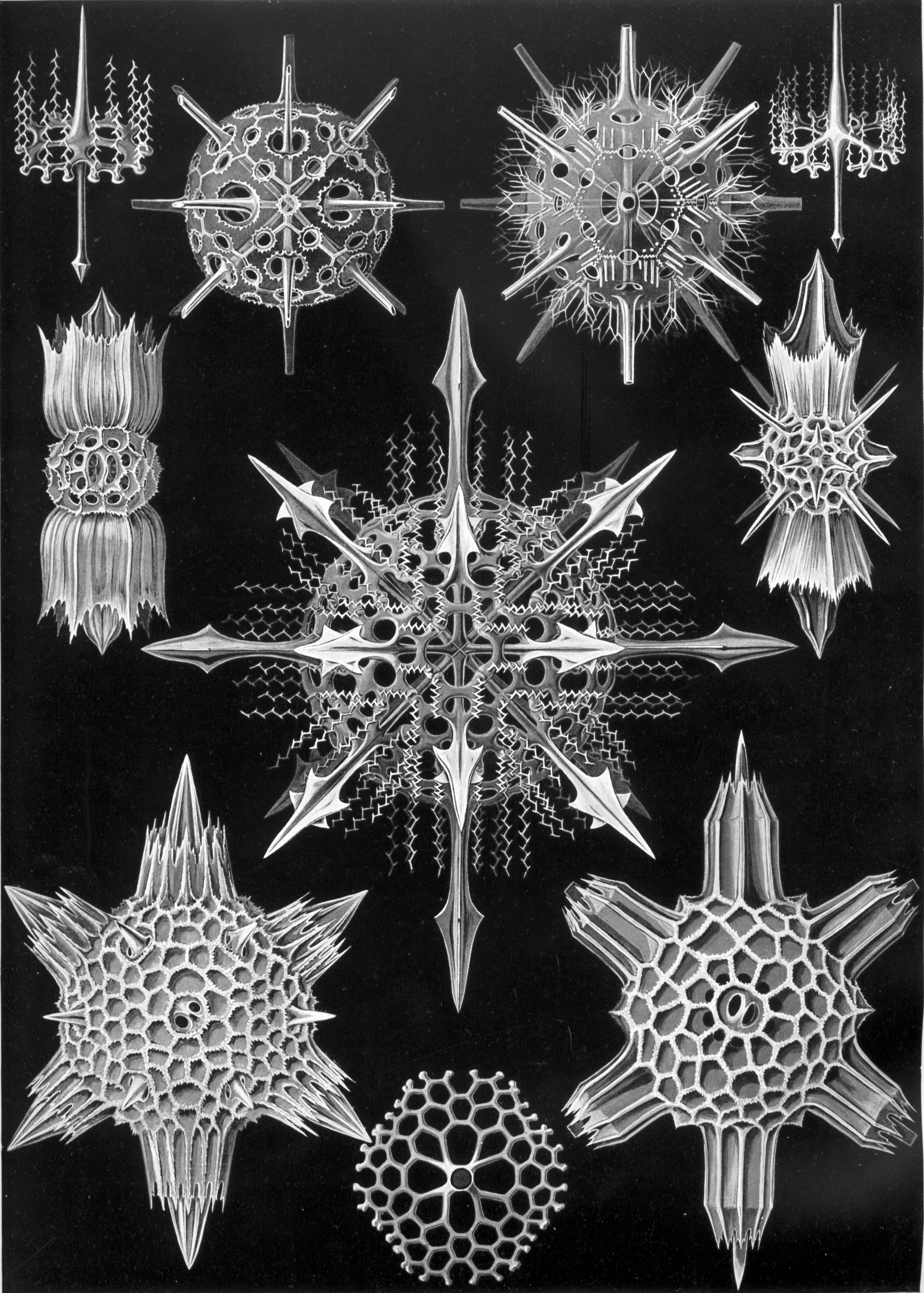
41. Acanthophracta
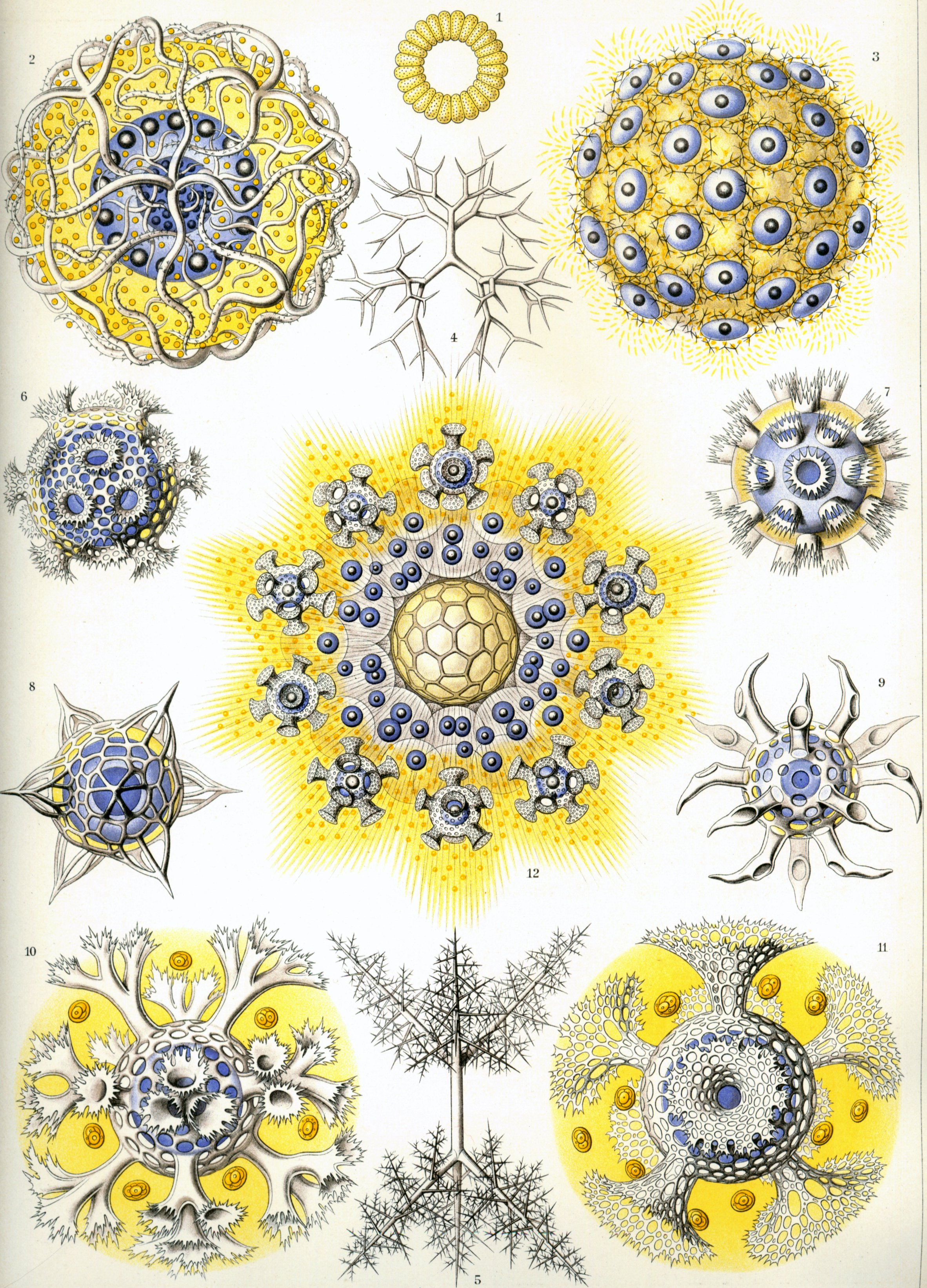
51. Polycyttaria
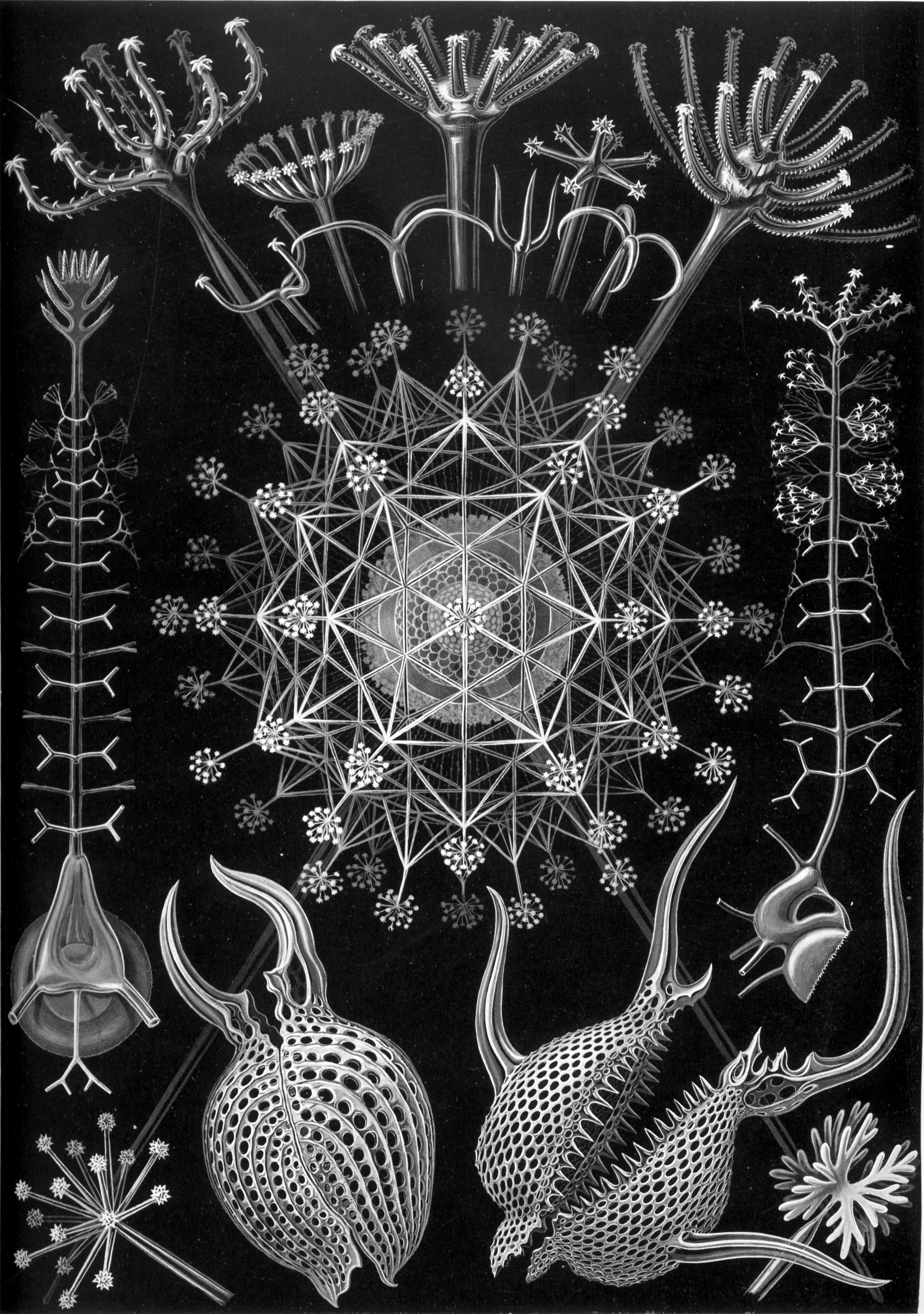
61. Phaeodaria
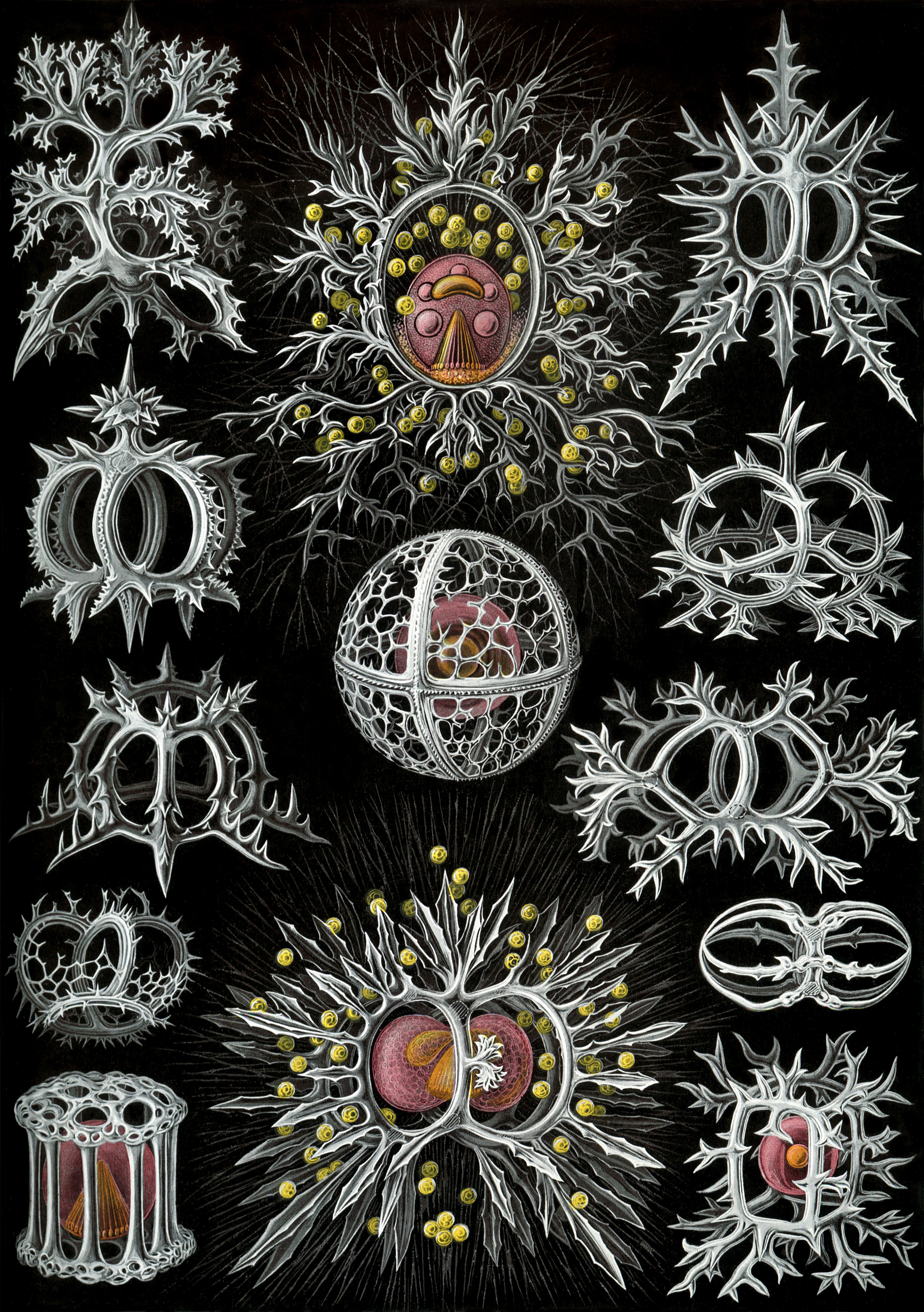
71. Stephoidea
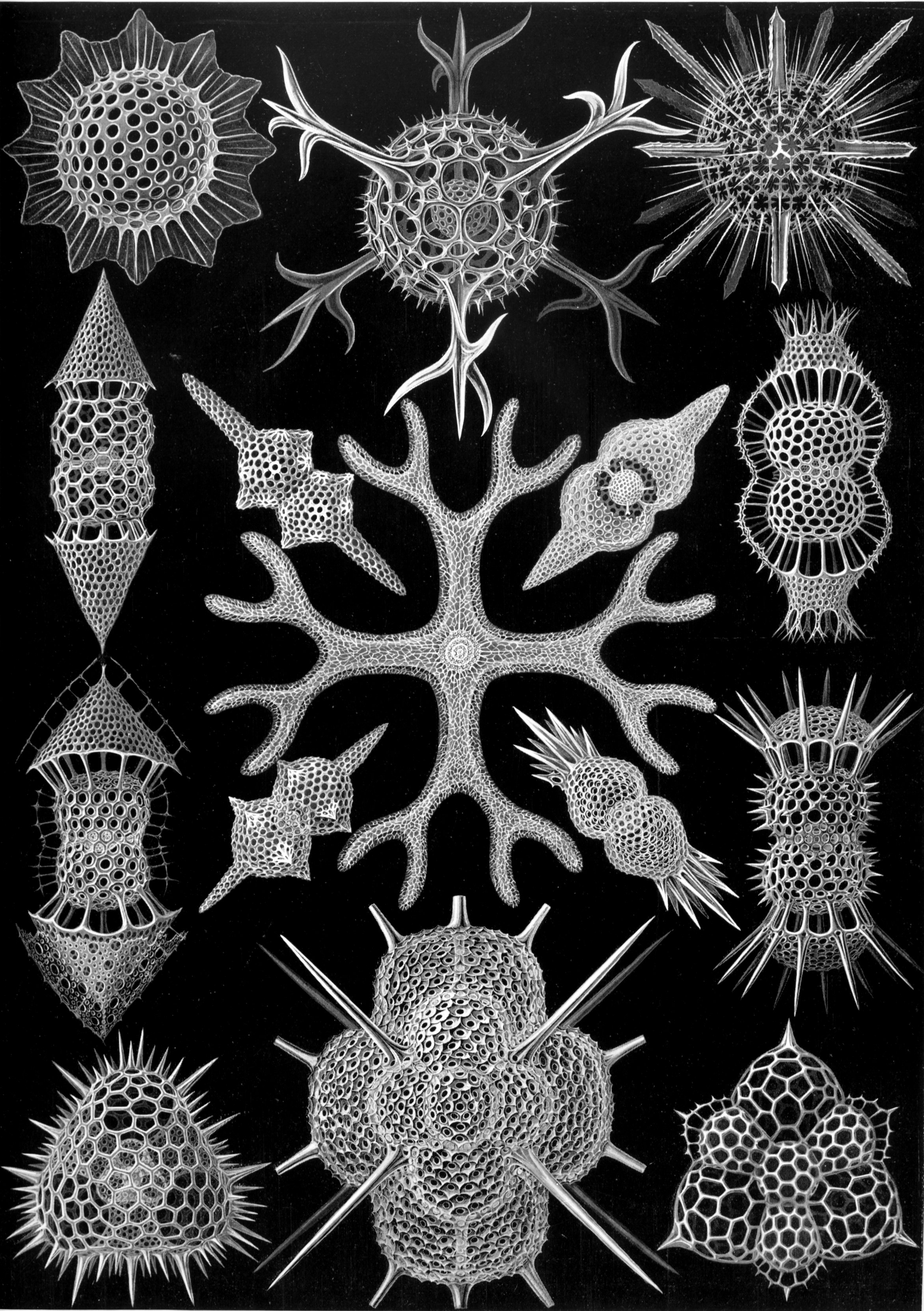
91. Spumellaria